# Calomicrus carbunculus
Calomicrus carbunculus es un coleóptero de la familia Chrysomelidae.
Fue descrita científicamente por primera vez en 1949 por Peyerimhoff.